# George W. Snedecor
George Waddel Snedecor (Memphis, 20 ottobre 1881 – Amherst, 15 febbraio 1974) è stato un matematico e statistico statunitense.

## Biografia
Primo di 8 figli, crebbe in piccole cittadine e campagne della Florida e Alabama.
Contribuì all'analisi della varianza e covarianza, al campionamento applicato, l'analisi dei dati, disegno degli esperimenti, metodologia statistica, e promosse la diffusione del metodo statistico nel mondo.

## Riconoscimenti
Per i suoi contributi scientifici gli sono stati dedicati il nome di una variabile casuale (v.c. F di Snedecor) ed un premio assegnato ogni due anni dalla American Statistical Association (George W. Snedecor Award) a chi abbia individualmente contribuito al progresso della biometria.
Nel 1970 inoltre gli è stato assegnato il Premio Samuel S. Wilks.